# Linyphia menyuanensis
Linyphia menyuanensis là một loài nhện trong họ Linyphiidae. Loài này được phát hiện ở Trung Quốc.